# 小行星9717
小行星9717（英語：9717 Lyudvasilia）是一颗围绕太阳公转的小行星。1976年9月24日，尼古拉·切爾尼赫在纳昂切尼奇发现了此天体。
这颗小行星的绝对星等为18.78293199449826等。